# Vita Kuktienė
Vita Kuktienė (Ukmergė, 6 agosto 1980) è una cestista lituana.
Alta 187 cm per 73 kg, gioca come ala.

## Carriera
Nel 2007 è stata convocata per gli Europei in Italia con la maglia della nazionale della Lituania.